# The Merrymen
The Merrymen (engl. für „Die fröhlichen Männer“; auch Emile Straker & the Merrymen, Schreibweise auch The MerryMen) sind eine Calypso-Band aus Barbados, die Ende der 1960er Jahre in Europa insbesondere durch ihre Aufnahme von „Big Bamboo“, einen Nummer-zwei-Hit in den Niederlanden, bekannt wurde.

## Geschichte
Die Merrymen gründeten sich 1962 auf Barbados und spielten zunächst in Schulen und in einer Gaststätte in Saint Lawrence Gap, einem für seine Restaurants, Bars und Tanzklubs bekannten Ort an der Südküste der Insel. Nach Erfolgen eigenproduzierter Schallplatten auf ihrer Heimat- und anderen karibischen Inseln – darunter das Traditional „Big Bamboo“, das 1966 auch vom jamaikanischen Label WIRL veröffentlicht wurde – kamen sie Mitte der 1960er Jahre nach Großbritannien, wo sie in der Sommersaison im Seebad Blackpool als Liveband auftraten und einen Plattenvertrag bei EMI erhielten. 1969 wurde in den Niederlanden „Big Bamboo“ zu einem Sommerhit und verbrachte 19 Wochen in den Charts mit dem zweiten Rang als höchster Platzierung. Die Single „Soul Calypso“ erreichte ein Jahr später ebenfalls die niederländischen Top 20. Die Merrymen kehrten schließlich nach Barbados zurück, wo sie sich insbesondere für den Tourismus starkmachten – auch mit ihrer Musik, speziell dem Lied Beautiful Barbados und dem gleichnamigen Album aus dem Jahr 2004. 

„Wir haben viel Musik selbst geschrieben, die ein Teil der traditionellen Folkmusik der Insel geworden ist. In vielen Hotels wollen die Touristen unsere Musik hören, weil es traditionelle karibische Calypsomusik ist.“

## Mitglieder

### Gründungsmitglieder
- Robin Hunte – Gitarre und Mandoline
- Stephen Fields – Gitarre und Gesang
- Emile Straker – Leadgesang, Gitarre und Steel Pan

### Weitere Mitglieder
- Chris Gibbs – Bassgitarre
- Robert Foster – Conga und Perkussion